# Новое немецкое кино
Новое немецкое кино (нем. Neuer Deutscher Film), новая волна немецкого кинематографа — направление в послевоенном западногерманском кино, непосредственно связанное с возрождением национального кинематографа в конце 1960-х и его расцветом в 1970-е годы.

## История
Термин «Новое немецкое кино» возник, когда 26 немецких режиссёров подписали манифест, провозглашавший необходимость развития национального кино, — в том числе на государственные субсидии и без обязательного коммерческого успеха.
Бо́льшая часть этих режиссёров ушли из кинематографа — в том числе на телевидение.
Государство пошло навстречу этому начинанию, выделив субсидии из фонда германского МВД.

## Представители
Среди режиссёров-представителей этого направления:
- Райнер Вернер Фасбиндер
- Вим Вендерс
- Вернер Херцог
- Фолькер Шлёндорф
- Маргарета фон Тротта
- Александр Клуге
- Вернер Шрётер
- Ульрике Оттингер
- Ганс Гайсендёрфер
- Рудольф Томе
- Вальтер Бокмайер
- Ульрих Шамони
- Томас Шамони
- Петер Шамони
- Жан-Мари Штрауб
- Вольф Гремм
- Эдгар Райтц
- Петер Цадек
- Клаус Лемке
- Петер Хандке
- Роланд Клик
- Райнхард Хауфф
- Харк Бом
- Уве Бранднер
- Герберт Везели
- Уве Шрадер
- Никлаус Шиллинг
- Экхардт Шмидт
- Петер Лилиенталь
- Ханс-Юрген Поланд
- Роза фон Праунхайм
- Хельма Зандерс
- Харо Зенфт
- Бернхард Зинкель
- Ханс-Юрген Зиберберг
- Хельке Зандер
- Петер Фляйшман
- Вольфганг Петерсен